# 翠江镇
翠江镇是中国福建省三明市宁化县下辖的一个镇。

## 行政区划
现辖：
中山社区、红卫社区、朝阳社区、小溪社区、双虹社区、南街社区、城西社区、北山社区、中山村、红卫村、双虹村和小溪村。